# Hand jive
De hand jive is een dans die ontstaan is in de jaren vijftig, vooral gebruikt bij rock-'n-roll en rhythm and blues. De dans wordt met twee personen gedaan, die tegenover elkaar staan. Er worden verschillende handgebaren en klappen gedaan op elkaars handen en lichaam. Het doel van de dans is het imiteren van slaginstrumenten.
De hand jive werd in het leven geroepen door Johnny Otis. Hij bracht in 1958 een nummer uit genaamd Willie and the Hand Jive. Eric Clapton maakte hier een remake van in 1974 die de top 40 behaalde. De dans werd ook gebruikt in de film Grease, in het nummer Born to Hand Jive van Sha Na Na.